# Egon Krenz
Egon Rudi Ernst Krenz (sinh ngày 19 tháng 3 năm 1937) là một cựu chính trị gia ở Đông Đức, nhà lãnh đạo Đảng cộng sản của Đông Đức trong tháng cuối cùng của năm 1989. Ông đã thay thế Erich Honecker trở thành Tổng Bí thư sau quyết định của Đảng Xã hội Chủ nghĩa Thống nhất Đức (SED), nhưng đã buộc phải từ chức chỉ 1 tháng sau khi bức tường Berlin sụp đổ.
Trong suốt sự nghiệp của mình, Krenz đã giữ một số vị trí nổi bật trong SED. Ông là phó bí thư của Honecker từ năm 1984 trở đi, cho đến khi ông thay thế Honecker trong năm 1989 giữa các cuộc biểu tình chống lại chế độ. Krenz đã không thành công trong nỗ lực của mình để giữ vững Đảng Xã hội Chủ nghĩa Thống nhất Đức, và đã buộc phải từ chức một vài tuần sau khi sự sụp đổ của bức tường Berlin. Ông đã bị SED trục xuất khỏi đảng ngày 19 tháng 5 năm 1990. Sau khi nước Đức thống nhất vào năm 1990, Krenz đã bị tòa án Cộng hòa liên bang Đức kết án tù sáu năm rưỡi vì tội ngộ sát vì đã cho phép tử hình 4 người vượt biên sang Tây Đức. Ông đã nghỉ hưu tại thị trấn nhỏ của Dierhagen ở Baden-Vorpommern sau khi ra tù vào cuối năm 2003.

## Những năm đầu
Krenz được sinh ra tại Kolberg trong khu vực Ba Lan bị Đức chiếm đóng. Sau năm 1944, gia đình của ông định cư ở Damgarten.

## Sự nghiệp chính trị ở Đông Đức
Được đào tạo như một giáo viên và nhà báo, Krenz gia nhập Thanh Thiếu niên Tự do Đức (FDJ) năm 1953, như một thiếu niên, và các Đảng Xã hội chủ nghĩa thống nhất Đức (SED) trong năm 1955. Sau khi phục vụ trong Volksarmee từ năm 1959 đến 1961, ông quay trở lại FDJ. Ông đã học tại một trường đào tạo nhân viên đảng Cộng sản có uy tín ở Moscow trong ba năm, trở thành một thành viên của danh dự và đã đạt được bằng khoa học xã hội vào năm 1967. Trong suốt sự nghiệp của mình, Krenz giữ nhiều chức vụ trong SED và Chính phủ Cộng sản. Ông là lãnh đạo của Tổ chức Tiền phong Ernst Thälmann từ năm 1971 vào năm 1974, và trở thành một thành viên của Ủy ban Trung ương Đảng năm 1973. Ông ấy cũng là một thành viên của Phòng Nhân dân (cơ quan lập pháp của Đông Đức) từ năm 1971 đến năm 1990, và là chủ tịch từ năm 1971 đến năm 1981. Giữa năm 1974 và năm 1983, ông là lãnh đạo phong trào thanh niên cộng sản, Thanh Thiếu niên Tự do Đức. Từ năm 1981 vào năm 1984 ông là thành viên của Hội đồng Nhà nước.
Trong năm 1983 ông tham gia vào chính trị và trở thành Bí thư Ủy ban Trung ương với trách nhiệm phòng vệ an ninh, cùng một vị trí Honecker đã nắm giữ trước khi trở thành Tổng Bí thư. Ông đã nổi lên nắm quyền khi trở thành người bậc phó của Honecker trong Hội đồng Nhà nước năm 1984. Cũng trong khoảng thời gian đó, ông đã thay thế Paul Verner là người đứng thứ hai không chính thức trong lãnh đạo SED, do đó trở thành người có quyền lực thứ hai trong nước. Mặc dù ông là thành viên trẻ nhất của Bộ Chính trị (và thực tế, chỉ có một trong số hai người được nâng lên thành viên chính thức từ năm 1976 đến năm 1984), nhiều người cho rằng Honecker đã đánh giá ông như là người thừa kế của mình.

## Lãnh đạo của Cộng hòa Dân chủ Đức
Sau các cuộc phản kháng chống lại chính quyền Cộng sản, Bộ Chính trị SED đã bỏ phiếu để loại bỏ Honecker vào ngày 18 tháng 10 năm 1989, và Krenz được bầu làm Tổng Bí thư mới của Uỷ ban Trung ương SED. Krenz đã được thông báo vài tháng trước đó về việc lật đổ Honecker, nhưng lưỡng lự, không muốn chống lại một người mà ông gọi là "cha nuôi của tôi và giáo viên chính trị". Lúc đầu anh ta đã sẵn sàng chờ đợi cho đến khi Honecker bị ốm nặng, nhưng đến tháng 10 đã bị thuyết phục rằng tình hình quá nghiêm trọng để chờ đợi những gì anh ta gọi là "một giải pháp sinh học".

Mặc dù có nhiều cuộc biểu tình, Phòng Nhân dân đã bầu Krenz cho cả hai vị trí chính của Honecker - Chủ tịch Hội đồng Nhà nước (một vị trí tương đương với tổng thống) và Chủ tịch Hội đồng Quốc phòng. Chỉ có lần thứ hai trong lịch sử 40 năm của Phòng Nhân dân, cuộc bỏ phiếu không nhất trí (lần đầu tiên là về luật phá thai); 26 đại biểu bỏ phiếu chống lại và 26 người bỏ phiếu trắng.

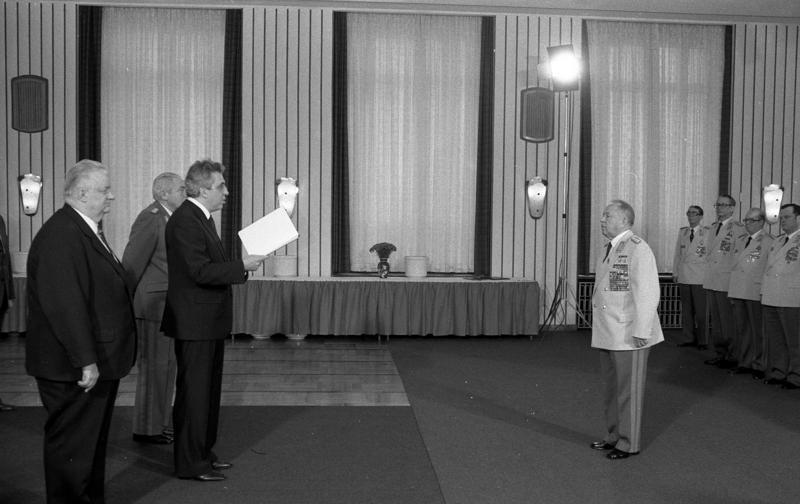
Egon Krenz (trái) chúc mừng Erich Mielke đại diện cho chính phủ nhân dịp kỷ niệm lần thứ 35 của Stasi trong năm 1985

Trong bài diễn văn đầu tiên của ông với tư cách lãnh đạo, Krenz đã hứa với cải cách dân chủ, nhưng ít người Đông Đức tin ông ta. Ví dụ, họ vẫn nhớ rằng sau cuộc tàn sát ở Quảng trường Thiên An Môn, ông đã đến Trung Quốc để cảm ơn Đặng Tiểu Bình thay mặt cho chế độ. Vì lý do này và các lý do khác, Krenz gần như ghê tởm như Honecker; một câu đùa phổ biến cho thấy sự khác biệt duy nhất giữa họ là Krenz vẫn còn bị bàng mật. Thật vậy, gần như ngay khi ông nắm quyền, hàng ngàn người Đông Đức đã xuống đường để yêu cầu ông từ chức..
Cũng trong cùng ngày ông nhậm chức, Krenz nhận được một báo cáo bí mật hàng đầu từ kế hoạch giám đốc Gerhard Schürer cho thấy chiều sâu của cuộc khủng hoảng kinh tế của Đông Đức. Nó cho thấy rằng Đông Đức đã không có đủ tiền để thanh toán các khoản vay nước ngoài khổng lồ làm cơ sở cho nền kinh tế, và bây giờ DM1300000000 nợ. Mặc dù Krenz là người đứng thứ hai trong chính quyền, Honecker đã giữ bí mật nhà nước thực sự của nền kinh tế. Krenz buộc phải gửi Alexander Schalck-Golodkowski đến Tây Đức để xin một khoản vay ngắn hạn để thực hiện các khoản thanh toán lãi. Tuy nhiên, Tây Đức đã không muốn thậm chí cân nhắc đến các cuộc đàm phán cho đến khi SED từ bỏ quyền lực và cho phép bầu cử tự do - điều mà Krenz không muốn thừa nhận.
Đây không phải là bằng chứng duy nhất cho thấy Krenz không có ý định thực sự mở ra chế độ. Trong khi thảo luận công khai những cải cách như nới lỏng các biện pháp hạn chế đi lại, ông cũng đã ra lệnh cho việc bác bỏ đề xuất của Nhóm Diễn đàn Mới để trở thành một tổ chức được chấp thuận. Trước cuộc biểu tình Alexanderplatz lớn ngày 4 tháng 11, ông ra lệnh cho Stasi ngăn cản bất cứ nỗ lực trái phép nào vượt qua biên giới bằng "bạo lực thân xác".
Vào ngày 7 tháng 11, Krenz chấp thuận sự từ chức của Thủ tướng Willi Stoph và toàn bộ nội các của ông cùng với 2/3 Bộ Chính trị. Tuy nhiên, Uỷ ban Trung ương thống nhất tái cử Krenz với chức vụ Tổng Thư ký. Trong một bài phát biểu, Krenz đã cố gắng tính toán với lịch sử, cũng đã chỉ trích người hướng dẫn chính trị Honecker của mình. Tuy nhiên, trong giai đoạn này, các sự kiện nhanh chóng biến mất khỏi sự kiểm soát của ông ta. 
Bất chấp những lời hứa cải cách, sự phản đối của công chúng đối với chế độ vẫn tiếp tục phát triển. Trong nỗ lực ngăn chặn thủy triều, Krenz đã cho phép mở lại biên giới với Tiệp Khắc, đã được niêm phong để ngăn không cho người Đông Đức trốn sang Tây Đức. Bộ Chính trị vừa được thành lập đồng ý thông qua các quy định mới cho các chuyến đi sang phương Tây bằng nghị quyết của Hội đồng Bộ trưởng.

## Mở cửa Bức tường Berlin

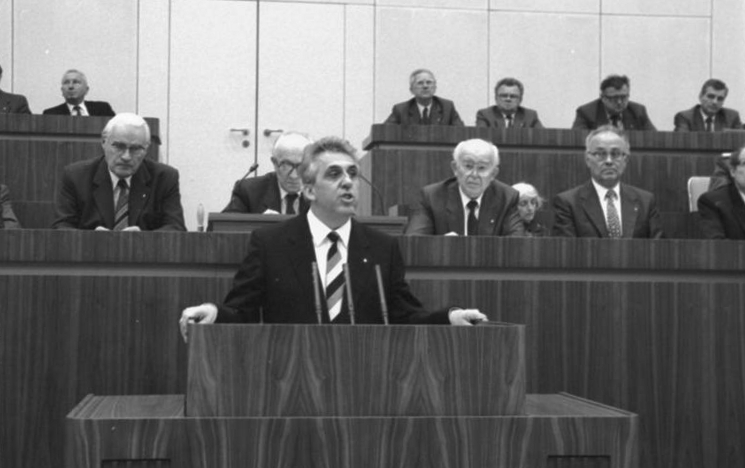
Egon Krenz trả lời chất vấn trước Volkskammer.

Vào ngày 6 tháng 11, Bộ Nội vụ đã đưa ra một dự thảo về các quy định mới về du lịch. Mặc dù được đánh dấu là một sự thay đổi lớn, nhưng thật ra bản dự thảo chỉ đưa ra những thay đổi về mỹ phẩm đối với quy tắc của Honecker. Trong khi các văn phòng nhà nước được cho là chấp nhận đơn "nhanh chóng", thì phải mất đến 30 ngày để xử lý đơn xin đi du lịch bình thường ra nước ngoài và tối đa sáu tháng để di cư. Không chỉ có thể bị từ chối các ứng dụng vì lý do thông thường (an ninh quốc gia, trật tự công cộng, y tế công cộng, đạo đức công cộng, vv) nhưng nó không đảm bảo rằng những người đi du lịch nước ngoài sẽ được tiếp cận với ngoại tệ. Bản dự thảo đã làm giận người dân bình thường, và bị lên án là "thùng rác hoàn chỉnh" của thị trưởng Tây Berlin Walter Momper..
Trong một trường hợp đặc biệt là thời điểm xấu, dự thảo đã được công bố chỉ vài ngày sau khi chính phủ cho phép đi Tiệp Khắc để tiếp tục. Điều này dẫn đến một loạt những người tị nạn tụ tập trên các bậc thang của Đại sứ quán Tây Đức tại Prague. Những người Tiệp Khắc tức giận đưa cho các đối tác Đông Đức của họ một tối hậu thư - trừ phi vấn đề được giải quyết ngay lập tức, Prague sẽ phải nghiêm túc xem xét việc niêm phong biên giới Đông Đức - Tiệp Khắc. Tại một cuộc họp Bộ Chính trị vào ngày 7 tháng 11, đã có quyết định ban hành một phần dự thảo các quy định về đi lại nhằm giải quyết vấn đề di dân vĩnh viễn. Ban đầu, Bộ Chính trị đã lên kế hoạch tạo ra một cửa khẩu đặc biệt gần Schirnding đặc biệt cho việc di dân này. Tuy nhiên, các quan chức nội vụ và Stasi buộc tội soạn thảo văn bản mới đã kết luận điều này là không khả thi, và tạo ra một văn bản mới liên quan đến việc di cư và đi lại tạm thời. Nó quy định rằng các công dân Đông Đức có thể xin phép đi du lịch nước ngoài mà không cần phải đáp ứng các yêu cầu trước đây cho những chuyến đi đó và cũng cho phép di dân vĩnh viễn giữa tất cả các cửa khẩu - kể cả các tuyến giữa Đông và Tây Berlin.

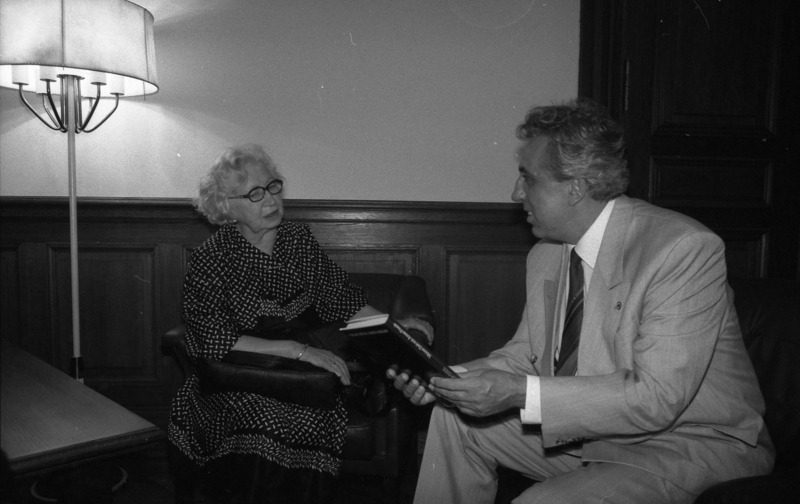
Miep Gies và Egon Krenz năm 1989

Sự sụp đổ của bức tường Berlin năm 1989 đã phá hủy Krenz và SED về mặt chính trị. Vào ngày 18 tháng 11, Krenz đã thề trong một chính phủ liên minh mới. Thay vì lời tuyên thệ, nó chỉ là một cái bắt tay đơn giản. Tuy nhiên, rõ ràng là SED đã sống theo thời gian vay mượn. CDU và LDPD, ngoan ngoãn đến SED, đã lật đổ các lãnh đạo ủng hộ Cộng sản và thông báo họ sẽ rời khỏi khối Dân chủ. Đoàn Chủ tịch CDU mới, dưới sự lãnh đạo của Lothar de Maizière, cũng yêu cầu  Krenz từ chức Chủ tịch Hội đồng Nhà nước và Chủ tịch Hội đồng Quốc phòng.
Vào ngày 1 tháng 12, Volkskammer đã sửa đổi đáng kể hiến pháp Đông Đức để xóa bỏ tính Cộng sản. Điều đáng chú ý nhất là Điều Một, tuyên bố Đông Đức là một quốc gia xã hội chủ nghĩa dưới sự lãnh đạo của SED, đã bị xóa. Hai ngày sau, toàn bộ Bộ Chính trị và Ủy ban Trung ương - bao gồm cả Krenz - từ chức và một ủy ban làm việc đã tiếp quản sự chỉ đạo của đảng. Vào ngày 6 tháng 12 năm 1989, Krenz từ chức khỏi các vị trí lãnh đạo còn lại. Ông được thay thế bởi Manfred Gerlach, lãnh đạo LDPD. Trong nỗ lực tuyệt vọng để cải thiện hình ảnh của mình trước cuộc bầu cử tự do đầu tiên của Đông Đức, tổ chức kế nhiệm SED, Đảng Xã hội Chủ nghĩa Xã hội Dân chủ, tước bỏ tư cách đảng viên của Krenz vào năm 1990.

## Xét xử và bỏ tù
Năm 1997, Krenz bị kết án sáu năm rưỡi tù giam vì "tội ngộ sát", cụ thể là việc ông đồng ý cho thi hành án tử hình bốn người Đức cố gắng trốn khỏi Đông Đức qua bức tường Berlin. Ông cũng bị buộc tội gian lận bầu cử, cùng với các tội phạm hình sự khác.

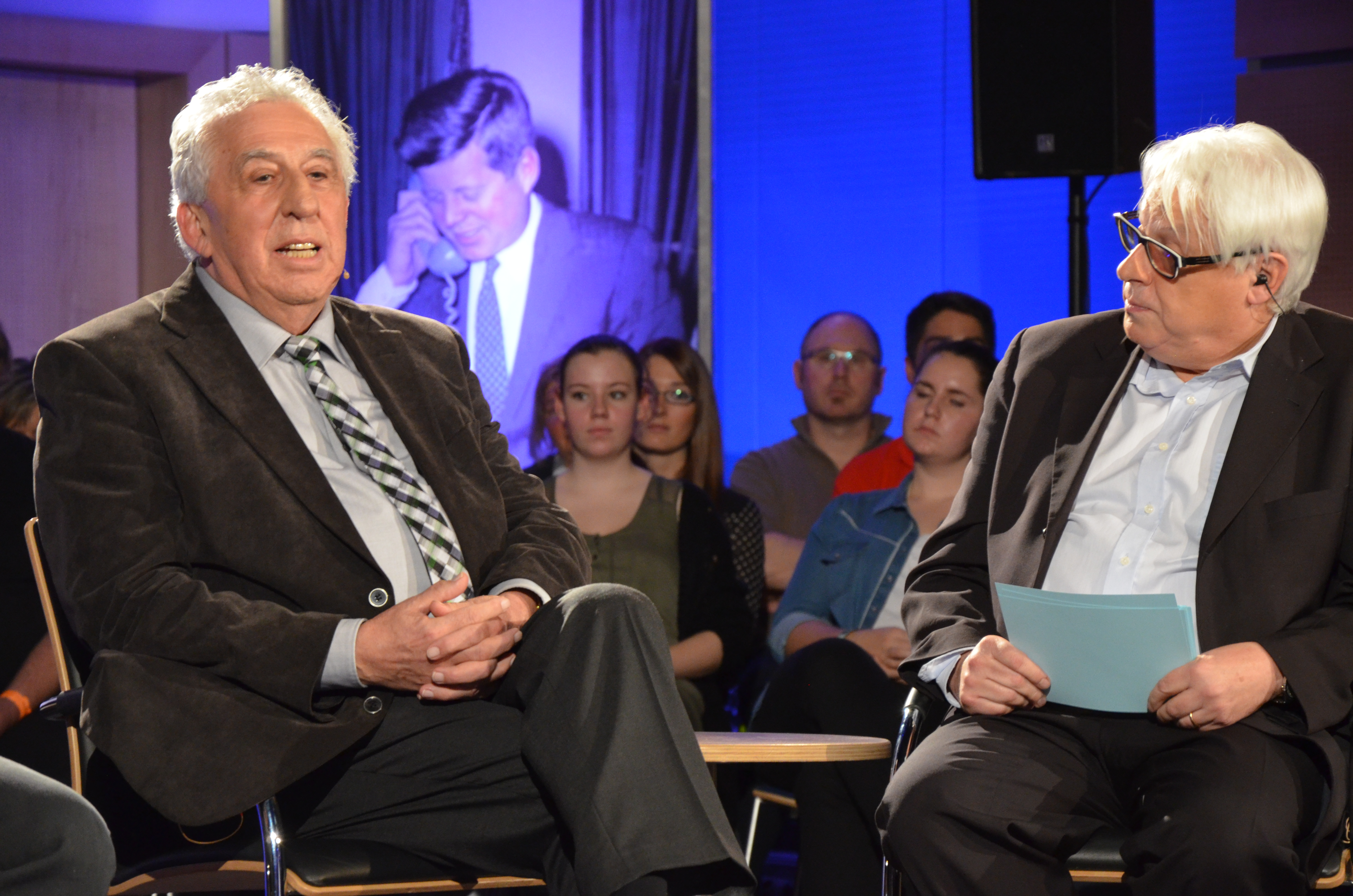
Egon Krenz năm 2013

Ông kháng cáo, lập luận rằng khung pháp lý của nhà nước Đức mới được nối lại không thể áp dụng cho các sự kiện đã xảy ra ở Đông Đức cũ. Krenz cũng lập luận rằng việc truy tố cựu quan chức CHDC Đức là vi phạm một thỏa thuận cá nhân được chấp thuận bởi Thủ tướng Tây Đức Helmut Kohl cho Tổng thống Liên Xô Mikhail Gorbachev trong các cuộc đàm phán, dẫn tới việc thống nhất nước Đức. Tuy nhiên, bản án đã được giữ nguyên vào năm 1999. Krenz đã mô tả sự việc bắt giam ông như là "công lý của người chiến thắng" và "chiến tranh lạnh ở trong tòa án", và nói rằng: "Quyền lực của kẻ chiến thắng đang trả thù những đại diện của quyền lực bị đánh bại" (Die siegreiche Macht rächt sich một den Vertretern der besiegten Macht).
Krenz đã bắt đầu thi hành án tại Nhà tù Hakenfelde ngay sau đó, trước khi bị chuyển đến nhà tù Plötzensee, một nhà tù với các quy định chặt chẽ hơn. Đơn kháng án của Krenz gửi Tòa án Nhân quyền châu Âu về việc Cộng hòa liên bang Đức sử dụng trái phép các luật hình sự của họ lên cựu lãnh đạo của CHDC Đức đã đến các thẩm phán tối cao, nhưng đã bị từ chối năm 2001.
Ông đã được thả ra khỏi nhà tù vào tháng 12 năm 2003 sau khi bị giam gần 4 năm tù và lặng lẽ nghỉ hưu với vợ Erika (11 tháng 11 năm 1939 - 4 tháng 3 năm 2017) tới Dierhagen ở Mecklenburg-Vorpommern. Anh ta vẫn tạm tha cho đến khi kết thúc câu nói của ông ta vào năm 2006.

## Cuộc sống sau khi tù
Không giống như các thành viên cấp cao khác của SED, như Schabowski và Günther Kleiber, Krenz vẫn bảo vệ các giá trị của Đông Đức cũ và ông không thay đổi quan điểm chính trị của mình. Ông Krenz nói, lúc đó ông hy vọng tiến hành một cuộc đổi mới Đảng, cải cách toàn diện đất nước, nhưng quá muộn. Trong tù, ông đã viết cuốn hồi ký "Mùa Thu nước Đức 1989", trong đó ông viết: "Trong đời, tôi không bao giờ phản bội quan điểm xã hội chủ nghĩa của mình. Trong 40 năm tồn tại, Cộng hòa Dân chủ Đức đã xóa bỏ được chế độ người bóc lột người. Mọi người dân đều được học hành, từ tiểu học tới đại học, tất cả đều miễn phí". Ngay sau khi ra tù năm 2005, nước đầu tiên ông chọn đến thăm là Việt Nam để gặp lại những người bạn cũ như nguyên Chủ tịch nước Nguyễn Minh Triết và Thủ tướng Phan Văn Khải.
Ông Krenz từng chia sẻ: ''Chủ nghĩa xã hội không được phép thất bại, vì nhân loại bị đe dọa trong khi tìm phương thức chung sống bên cạnh xã hội tiêu dùng của phương Tây, mà sự phồn vinh của nó đang tạo ra hậu quả do phần còn lại của thế giới gánh chịu" - điều này đến giờ dường như lại đang được chính các xã hội phương Tây xác nhận, bằng các cuộc biểu tình chống lại những mặt trái của chủ nghĩa tư bản dù không theo hệ cơ chế lý thuyết tư tưởng cộng sản Marx-Engels-Lenin.